# St.-Georgs-Bruderschaft
Die St.-Georgs-Bruderschaften des Spätmittelalters waren Patriziergesellschaften, die am Fernhandel der Hanse beteiligt waren. Ihre Gründungszeit liegt vor 1350. Die Versammlungsräume dieser Bruderschaften befanden sich in den teilweise heute noch erhaltenen Artushöfen verschiedener Hansestädte im Ostseeraum, insbesondere in Danzig (Gdańsk, Artushof Danzig), Elbing (Elbląg, Artushof Elbing) und Thorn (Toruń, Artushof Toruń).
Die ursprünglich in Riga (Riga) und Reval (Tallinn) bestehenden Bruderschaften gingen 1399 in der Compagnie der Schwarzen Häupter bzw. Bruderschaft der Schwarzhäupter auf; die ehemaligen Artushöfe wurden zu Schwarzhäupterhäusern.
Mit dem Niedergang der Hanse im ausgehenden 17. Jahrhundert verloren auch die Bruderschaften an Funktion und Bedeutung; der genaue Zeitpunkt ihrer Auflösung ist unbestimmt.